# Siamporik Dolok
Siamporik Dolok is een bestuurslaag in het regentschap Tapanuli Selatan van de provincie Noord-Sumatra, Indonesië. Siamporik Dolok telt 561 inwoners (volkstelling 2010).